# DDR-Oberliga 1973/74 (Badminton)
Die DDR-Oberliga im Badminton war in der Saison 1973/74 die höchste Mannschaftsspielklasse der in der DDR Federball genannten Sportart. Es war die 15. Austragung dieser Mannschaftsmeisterschaft.

## Ergebnisse
Fortschritt Tröbitz – EBT Berlin 10:1
22. September 1973 Leipzig
1. MX: Joachim Schimpke / Monika Thiere – Dieter Braun / Edeltraud Flechner 15:9 15:4
2. MX: Roland Riese / Annemarie Richter – Werner Dornbusch / Dagmar Tröße 15:3 15:5
1. HD: Joachim Schimpke / Werner Michael – Thilo Gottschlag / Werner Dornbusch 15:6 15:2
2. HD: Roland Riese / Harald Richter – o.K. 15:0 15:0
1. HE: Joachim Schimpke – Dieter Braun 15:0 15:2
2. HE: Roland Riese – o.K. 15:0 15:0
3. HE: Harald Richter – Thilo Gottschlag 15:6 15:6
4. HE: Werner Michael – Werner Dornbusch 15:10 15:1
1. DE: Annemarie Richter – Edeltraud Flechner 11:2 11:3
2. DE: Angelika Seifert – Dagmar Tröße 7:11 11:5 3:11
1. DD: Monika Thiere / Annemarie Richter – Edeltraud Flechner / Dagmar Tröße 15:7 15:11
Fortschritt Tröbitz – DHfK Leipzig 9:2
22. September 1973 Leipzig
1. MX: Joachim Schimpke / Monika Thiere – Volker Herbst / Beate Herbst 15:6 17:14
2. MX: Roland Riese / Annemarie Richter – Gerd Pigola / Christel Sommer 12:15 8:15
1. HD: Joachim Schimpke / Roland Riese – Gerd Pigola / Volker Herbst 15:4 15:2
2. HD: Klaus-Peter Färber / Harald Richter – Wolfgang Böttcher / Bernd Brösdorf 15:6 15:5
1. HE: Joachim Schimpke – Volker Herbst 7:15 12:15
2. HE: Roland Riese – Gerd Pigola 12:15 15:10 15:5
3. HE: Klaus-Peter Färber – Wolfgang Böttcher 6:15 15:12 17:15
4. HE: Harald Richter – Bernd Brösdorf 15:5 15:9
1. DE: Monika Thiere – Christel Sommer 11:8 11:4
2. DE: Annemarie Richter – Beate Herbst 11:3 11:3
1. DD: Monika Thiere / Annemarie Richter – Christel Sommer / Beate Herbst 15:6 15:0
Fortschritt Tröbitz – Einheit Greifswald 5:6
23. September 1973 Leipzig
1. MX: Joachim Schimpke / Monika Thiere – Edgar Michalowski / Christine Zierath 15:13 15:0
2. MX: Roland Riese / Annemarie Richter – Erfried Michalowsky / Angela Michalowsky 7:15 4:15
1. HD: Joachim Schimpke / Harald Richter – Edgar Michalowski / Klaus Müller 2:15 4:15
2. HD: Klaus-Peter Färber / Roland Riese – Erfried Michalowsky / Hubert Wagner 15:7 11:15 15:6
1. HE: Joachim Schimpke – Edgar Michalowski 15:12 14:18 5:15
2. HE: Roland Riese – Erfried Michalowsky 15:11 8:15 9:15
3. HE: Klaus-Peter Färber – Klaus Müller 15:10 11:15 11:15
4. HE: Harald Richter – Jürgen Müller 15:7 17:15
1. DE: Monika Thiere – Christine Zierath 11:5 11:4
2. DE: Annemarie Richter – Angela Michalowsky 7:11 1:11
1. DD: Monika Thiere / Annemarie Richter – Christine Zierath / Angela Michalowsky 11:15 15:6 15:5
Fortschritt Tröbitz – EBT Berlin 11:0
10. November 1973 Berlin
1. MX: Joachim Schimpke / Monika Thiere – Wolfgang Bartz / Edeltraud Flechner 15:3 15:12
2. MX: Harald Richter / Annemarie Richter – Lothar Diehr / Dagmar Tröße 15:7 17:14
1. HD: Joachim Schimpke / Harald Richter – Harald Lehniger / Armin Balke 15:12 15:7
2. HD: Roland Riese / Klaus-Peter Färber – Wolfgang Bartz / Lothar Diehr 15:4 18:13
1. HE: Joachim Schimpke – Harald Lehniger 15:3 15:5
2. HE: Roland Riese – Wolfgang Bartz 15:7 15:3
3. HE: Klaus-Peter Färber – Lothar Diehr 18:17 15:9
4. HE: Harald Richter – Armin Balke 17:14 15:4
1. DE: Monika Thiere – Edeltraud Flechner 11:0 11:8
2. DE: Annemarie Richter – Dagmar Tröße 11:1 11:8
1. DD: Monika Thiere / Annemarie Richter – Edeltraud Flechner / Dagmar Tröße 15:2 15:6
Fortschritt Tröbitz – Einheit Greifswald 5:6
10. November 1973 Berlin
1. MX: Joachim Schimpke / Monika Thiere – Erfried Michalowski / Angela Michalowski 15:11 11:15 18:15
2. MX: Roland Riese / Annemarie Richter – Edgar Michalowski / Christine Zierath 10:15 14:18
1. HD: Joachim Schimpke / Harald Richter – Edgar Michalowski / Klaus Müller 14:17 3:15
2. HD: Klaus-Peter Färber / Roland Riese – Erfried Michalowski / Huber Wagner 8:15 15:5 12:15
1. HE: Joachim Schimpke – Edgar Michalowski 15:8 15:17 15:1
2. HE: Roland Riese – Erfried Michalowsky 15:8 6:15 2:15
3. HE: Klaus-Peter Färber – Klaus Müller 12:15 15:9 3:15
4. HE: Harald Richter – Hubert Wagner 17:15 15:4
1. DE: Monika Thiere – Christine Zierath 11:0 11:5
2. DE: Annemarie Richter – Angela Michalowski 11:4 11:7
1. DD: Monika Thiere / Annemarie Richter – Christine Zierath / Angela Michalowski 7:15 3:15
Fortschritt Tröbitz – DHfK Leipzig 10:1
11. November 1973 Berlin
1. MX: Joachim Schimpke / Monika Thiere – Volker Herbst / Beate Herbst 15:5 15:4
2. MX: Roland Riese / Annemarie Richter – Wolfgang Böttcher / Christel Sommer 10:15 15:3 14:18
1. HD: Joachim Schimpke / Harald Richter – Volker Herbst / Wolfgang Böttcher 15:0 15:0
2. HD: Klaus-Peter Färber / Roland Riese – Bernd Brösdorf / Peter Rebel 15:5 15:2
1. HE: Joachim Schimpke – Volker Herbst 15:5 9:15 15:6
2. HE: Roland Riese – Wolfgang Böttcher 15:4 15:5
3. HE: Klaus-Peter Färber – Bernd Brösdorf 15:8 15:12
4. HE: Harald Richter – Peter Rebel 15:4 15:11
1. DE: Monika Thiere – Christel Sommer 11:5 11:5
2. DE: Annemarie Richter – Beate Herbst 11:8 12:10
1. DD: Monika Thiere / Annemarie Richter – Christel Sommer / Beate Herbst 15:10 15:9
Fortschritt Tröbitz – Einheit Greifswald 5:6
24. November 1973 Tröbitz
1. MX: Joachim Schimpke / Monika Thiere – Edgar Michalowski / Christine Zierath 12:15 15:9 18:16
2. MX: Roland Riese / Annemarie Richter – Erfried Michalowsky / Angela Michalowski 15:9 18:13
1. HD: Joachim Schimpke / Harald Richter – Edgar Michalowski / Klaus Müller 2:15 1:15
2. HD: Roland Riese / Klaus-Peter Färber – Erfried Michalowski / Huber Wagner 13:15 12:15
1. HE: Joachim Schimpke – Edgar Michalowski 9:15 7:15
2. HE: Roland Riese – Erfried Michalowsky 15:7 3:15 8:15
3. HE: Klaus-Peter Färber – Klaus Müller 15:9 15:6
4. HE: Harald Richter – Hubert Wagner 6:15 15:7 10:15
1. DE: Monika Thiere – Christine Zierath 11:8 11:7
2. DE: Annemarie Richter – Angela Michalowski 6:11 5:11
1. DD: Monika Thiere / Annemarie Richter – Christine Zierath / Angela Michalowski 15:7 9:15 15:7
Fortschritt Tröbitz – DHfK Leipzig 6:5
24. November 1973 Tröbitz
1. MX: Joachim Schimpke / Monika Thiere – Gerd Pigola / Christel Sommer 13:15 4:15
2. MX: Harald Richter / Annemarie Richter – Wolfgang Böttcher / Beate Herbst 15:9 15:4
1. HD: Joachim Schimpke / Harald Richter – Volker Herbst / Gerd Pigola 15:4 8:15 15:3
2. HD: Roland Riese / Klaus-Peter Färber – Wolfgang Böttcher / Bernd Brösdorf 7:15 14:15
1. HE: Joachim Schimpke – Volker Herbst 6:15 11:15
2. HE: Roland Riese – Gerd Pigola 15:4 10:15 7:15
3. HE: Klaus-Peter Färber – Wolfgang Böttcher 9:15 15:5 5:15
4. HE: Harald Richter – Bernd Brösdorf 15:9 17:15
1. DE: Monika Thiere – Christel Sommer 11:9 11:9
2. DE: Annemarie Richter – Beate Herbst 12:10 12:9
1. DD: Monika Thiere / Annemarie Richter – Christel Sommer / Beate Herbst 10:15 18:17 15:3
Fortschritt Tröbitz – EBT Berlin 11:0
25. November 1973 Tröbitz
1. MX: Joachim Schimpke / Monika Thiere – Harald Lehniger / Dagmar Tröße 15:9 15:11
2. MX: Roland Riese / Annemarie Richter – Wolfgang Bartz / Edeltraud Flechner 15:9 15:5
1. HD: Joachim Schimpke / Roland Riese – Harald Lehniger / Armin Balke 15:0 15:1
2. HD: Klaus-Peter Färber / Harald Richter – Wolfgang Bartz / Werner Dornbusch 15:6 15:5
1. HE: Joachim Schimpke – Harald Lehniger 15:2 15:5
2. HE: Roland Riese – Wolfgang Bartz 15:10 15:13
3. HE: Klaus-Peter Färber – Armin Balke 15:12 15:11
4. HE: Harald Richter – Werner Dornbusch 15:2 15:0
1. DE: Monika Thiere – Edeltraud Flechner 11:7 11:5
2. DE: Annemarie Richter – Dagmar Tröße 11:6 11:5
1. DD: Monika Thiere / Annemarie Richter – Edeltraud Flechner / Dagmar Tröße 17:14 15:10
Fortschritt Tröbitz – DHfK Leipzig 11:0
8. Dezember 1973 Greifswald
1. MX: Joachim Schimpke / Monika Thiere – Gerd Pigola / Christel Sommer 15:2 15:13
2. MX: Roland Riese / Annemarie Richter – Wolfgang Böttcher / Beate Herbst 14:17 15:6 18:13
1. HD: Joachim Schimpke / Roland Riese – Gerd Pigola / Wolfgang Böttcher 15:2 15:5
2. HD: Klaus-Peter Färber / Harald Richter – Bernd Brösdorf / Volker Herbst 15:9 15:17 15:7
1. HE: Joachim Schimpke – Gerd Pigola 15:12 7:15 15:1
2. HE: Roland Riese – Wolfgang Böttcher 7:15 15:12 17:15
3. HE: Klaus-Peter Färber – Bernd Brösdorf 15:13 15:11
4. HE: Harald Richter – Peter Rebel 15:4 15:1
1. DE: Monika Thiere – Christel Sommer 11:3 11:8
2. DE: Annemarie Richter – Beate Herbst 11:8 11:5
1. DD: Monika Thiere / Annemarie Richter – Christel Sommer / Beate Herbst 15:11 10:15 15:8
Fortschritt Tröbitz – EBT Berlin 11:0
8. Dezember 1973 Greifswald
1. MX: Joachim Schimpke / Monika Thiere – Harald Lehniger / Dagmar Tröße 15:9 15:7
2. MX: Roland Riese / Annemarie Richter – Wolfgang Bartz / Edeltraud Flechner 15:3 15:6
1. HD: Joachim Schimpke / Roland Riese – Harald Lehniger / Wolfgang Bartz 15:5 18:15
2. HD: Klaus-Peter Färber / Harald Richter – - 15:0 15:0
1. HE: Joachim Schimpke – Harald Lehniger 15:10 15:8
2. HE: Roland Riese – Wolfgang Bartz 15:5 15:4
3. HE: Klaus-Peter Färber – - 15:0 15:0
4. HE: Harald Richter – Schöneberg 15:1 15:0
1. DE: Monika Thiere – Edeltraud Flechner 11:0 11:1
2. DE: Annemarie Richter – Dagmar Tröße 11:5 11:8
1. DD: Monika Thiere / Annemarie Richter – Edeltraud Flechner / Dagmar Tröße 15:9 15:6
Fortschritt Tröbitz – Einheit Greifswald 5:6
9. Dezember 1973 Greifswald
1. MX: Joachim Schimpke / Monika Thiere – Edgar Michalowski / Christine Zierath 15:11 15:9
2. MX: Roland Riese / Annemarie Richter – Erfried Michalowsky / Angela Michalowski 0:15 5:15
1. HD: Joachim Schimpke / Roland Riese – Edgar Michalowski / Klaus Müller 6:15 4:15
2. HD: Klaus-Peter Färber / Harald Richter – Erfried Michalowsky / Hubert Wagner 4:15 8:15
1. HE: Joachim Schimpke – Edgar Michalowski 15:11 15:17 15:6
2. HE: Roland Riese – Erfried Michalowsky 17:18 13:15
3. HE: Klaus-Peter Färber – Klaus Müller 13:15 17:14 18:17
4. HE: Harald Richter – Hubert Wagner 10:15 15:8 15:4
1. DE: Monika Thiere – Christine Zierath 8:11 11:6 11:3
2. DE: Annemarie Richter – Angela Michalowski 0:11 0:11
1. DD: Monika Thiere / Annemarie Richter – Christine Zierath / Angela Michalowski 15:4 12:15 14:17

## Endstand
| Platz | Mannschaft |
| ----- | --- |
| 1.    | Einheit Greifswald (Erfried Michalowsky, Edgar Michalowski, Klaus Müller, Hubert Wagner, Hans-Peter Meyer, Jürgen Müller, Dieter Spaller, Jürgen Schulz, Angela Michalowski, Christine Zierath, Brigitte Schröder) |
| 2.    | Fortschritt Tröbitz (Annemarie Richter, Harald Richter, Monika Thiere, Joachim Schimpke, Klaus-Peter Färber, Roland Riese, Werner Michael)                                                                         |
| 3.    | HSG DHfK Leipzig (Gerd Pigola, Volker Herbst, Wolfgang Böttcher, Bernd Brösdorf, Peter Rebel, Beate Herbst, Christel Sommer)                                                                                       |
| 4.    | EBT Berlin (Harald Lehniger, Wolfgang Bartz, Armin Balke, Werner Dornbusch, Lothar Diehr, Dieter Braun, Thilo Gottschlag, Schöneberg, Edeltraud Flechner, Dagmar Tröße)                                            |